# 吉川道夫
吉川 道夫（よしかわ みちお、1932年1月7日 - 1997年5月7日）は、日本の英文学者。元中央大学教授。

## 略歴
英語学者・吉川美夫の子として富山県富山市に生まれる。1953年、富山大学卒。1955年、東京大学大学院修士課程修了。鳥取大学講師、金沢大学助教授を経て、1959年、中央大学法学部助教授、同教授。
1997年、脳梗塞のため死去。

## 著書
- ことば・生活・辞書 篠崎書林 1972.6
- 言葉の背景 辞書と英文学 研究社出版 1984.7
- 言語的テクスチャーから見たトマス・ハーディの詩 詩から見たハーディ伝・ハーディの詩と言語的テクスチャー 篠崎書林 1991.1

## 共編著
- 英文法 1-2 吉川美夫 松柏社 1966.2
- 新クラウン英文解釈 河村重治郎,吉川美夫 三省堂 1969.6
- 入試のためのねらいとまとめの英文法 吉川美夫 篠崎書林 1974.12
- 二十世紀小説の先駆者トマス・ハーディ 日本ハーディ協会二十周年記念論文集 大沢衛,藤田繁共編 篠崎書林 1975
- ジュニアアプローチ英和辞典 研究社 1989.1
- ジュニアアプローチ英和和英辞典 研究社 1989.3
- ジュニアアプローチ和英辞典 研究社 1989.3

## 翻訳
- 祝典の日 英国女王即位六十周年の日に バーバラ・ウィラード 篠崎書林 1979.4 (歴史の中の人間シリーズ)
- 夜警 L・M・モンゴメリ詩集 柴田恭子共訳 篠崎書林 1986.3
- おとくなサイはいかがです? シェル・シルヴァスタイン 篠崎書林 1988.4
- 渚の求婚 L.M.モンゴメリ 赤坂秀子共訳 篠崎書林 1991.1 (New Montgomery books
- トマス・ハーディ詩集 松柏社 2006.5